# Олсторн, Нико
Николаас Петрус Мариа «Нико» Олсторн (нидерл. Nicolaas Petrus Maria "Nico" Olsthoorn; 30 января 1928, Налдвейк, Южная Голландия — 14 июня 2011, Хук-ван-Холланд, Южная Голландия) — нидерландский конькобежец, участник зимних Олимпийских игр 1956 года.

## Биография
Николаас Петрус Мариа «Нико» Олсторн родился в городе Налдвейк, провинция Южная Голландия. В ранние годы потерял матерь. Рост в большой семье и рано начал работать. Из-за этого мог уделять время для тренировок на льду лишь поздно вечером, когда на дворе уже темнело. После участия в зимних Олимпийских играх 1956 года временно прекратил активное участие в конькобежных соревнованиях. В шестидесятые годы был членом региональной технической комиссии Лангебан, что специализируется на поиске и отборе для тренировок талантливых детей из провинций Гелдерланд и Флеволанд (нидерл. Gewestelijke Technische Commissie Langebaan). Успел поработать тренером конькобежной команды «De Vlaardingse Ys». На протяжении всей жизни занимался садоводством, которое, со временем, превратил в бизнес компанию. В 80-х годах присоединился к конькобежной ассоциации HVHW и начал выступать на международных соревнованиях. На протяжении многих лет он оставался самым пожилым активным членом этой конькобежной ассоциации. В 90-х годах Олсторн сильно болел и не мог продолжать дальнейшие выступления или тренировки на коньках.
На зимних Олимпийских играх 1956 года Нико Олсторн дебютировал в забеге на 1500 м. 30 января 1956 года на замёрзшем озере Мизурина он завершил свой забег на 1500 м среди мужчин с результатом 2:22.6. В общем итоге Олсторн занял 49-е место.